# Warzone (gruppo musicale)
I Warzone sono una band hardcore punk originaria di New York City.

## Storia
Il frontman skinhead, Raymond "Raybeez" Barbieri, era il solo membro fisso del gruppo dalla sua formazione sul Lower East Side di Manhattan nel 1982 fino allo scioglimento, dovuto alla sua morte improvvisa a causa di una polmonite l'11 settembre 1997 all'età di 35 anni. Da veterano della U.S. Navy, il trattamento ricevuto dalla Veterans Health Administration secondo amici e fan fu vergognoso.
Dalla sua morte, per più di un anno, ogni pubblicazione della Victory Records era dedicato alla sua memoria, così come due compilation indipendenti.
Spesso i loro concerti erano interrotti dalla sicurezza per frequenti risse.

## Discografia

### Album in studio
- 1988 - Don't Forget The Struggle, Don't Forget The Streets
- 1989 - Open Your Eyes
- 1990 - Warzone
- 1994 - Old School to New School
- 1996 - The Sound of Revolution
- 1997 - Fight For Justice

### Live
- 1993 - Live at CBGBs

### Raccolte
- 1998 - The Victory Years

### Split
- 1995 - Warzone/Cause for Alarm Split

### EP
- 1987 - Lower East Side Crew
- 1996 - Lower East Side